# Theresa Weld
Theresa Weld Blanchard (Brookline, Massachusetts, 21 d'agost de 1893 – Boston, 12 de març de 1978) va ser una patinadora artística sobre gel estatunidenca que va competir a començaments del segle xx.
Com a patinadora individual guanyà sis edicions dels campionats nacionals i la medalla de bronze als Jocs Olímpics d'estiu d'Anvers, alhora que disputà els Jocs de 1924 i 1928. Formant parella amb Nathaniel Niles guanyà nou edicions dels campionats nacionals i va prendre part en tres edicions dels Jocs Olímpics, el 1920, 1924 i 1928.

## Palmarès

### Individual
| Prova                         | 1914 | 1918 | 1920 | 1921 | 1922 | 1923 | 1924 | 1925 | 1926 | 1927 | 1928 |
| ----------------------------- | ---- | ---- | ---- | ---- | ---- | ---- | ---- | ---- | ---- | ---- | ---- |
| Jocs Olímpics                 |      |      | 3a   |      |      |      | 4a   |      |      |      | 10a  |
| Campionats d'Amèrica del Nord |      |      |      |      |      | 1a   |      | 3a   |      |      |      |
| Campionats dels Estats Units  | 1a   | 2a   | 1a   | 1a   | 1a   | 1a   | 1a   | 2a   | 2a   | 3a   |      |

### Parelles
(amb Niles)
| Prova                         | 1914 | 1918 | 1920 | 1921 | 1922 | 1923 | 1924 | 1925 | 1926 | 1927 | 1928 | 1929 | 1930 | 1932 |
| ----------------------------- | ---- | ---- | ---- | ---- | ---- | ---- | ---- | ---- | ---- | ---- | ---- | ---- | ---- | ---- |
| Jocs Olímpics                 |      |      | 4a   |      |      |      | 6a   |      |      |      | 9a   |      |      |      |
| Campionat del Món             |      |      |      |      |      |      |      |      |      |      | 7a   |      | 6a   | 8a   |
| Campionats d'Amèrica del Nord |      |      |      |      |      | 2a   |      | 1a   |      | 2a   |      | 2a   |      |      |
| Campionats dels Estats Units  | 2a   | 1a   | 1a   | 1a   | 1a   | 1a   | 1a   | 1a   | 1a   | 1a   | 2a   | 2a   |      |      |